# Seseli fragile
Seseli fragile är en flockblommig växtart som beskrevs av Antoine Gouan. Seseli fragile ingår i släktet säfferötter, och familjen flockblommiga växter. Inga underarter finns listade i Catalogue of Life.